# Grondone (Ferriere)
Grondone (Grondòn in dialetto locale e ligure) è una frazione del comune italiano di Ferriere, in provincia di Piacenza. L'abitato si divide in due nuclei, Grondone Sopra (Grondòn d' sur oppure Cà d' sur nel dialetto locale) e Grondone Sotto (Grondòn d' suta oppure Cà d' suta).

## Geografia fisica

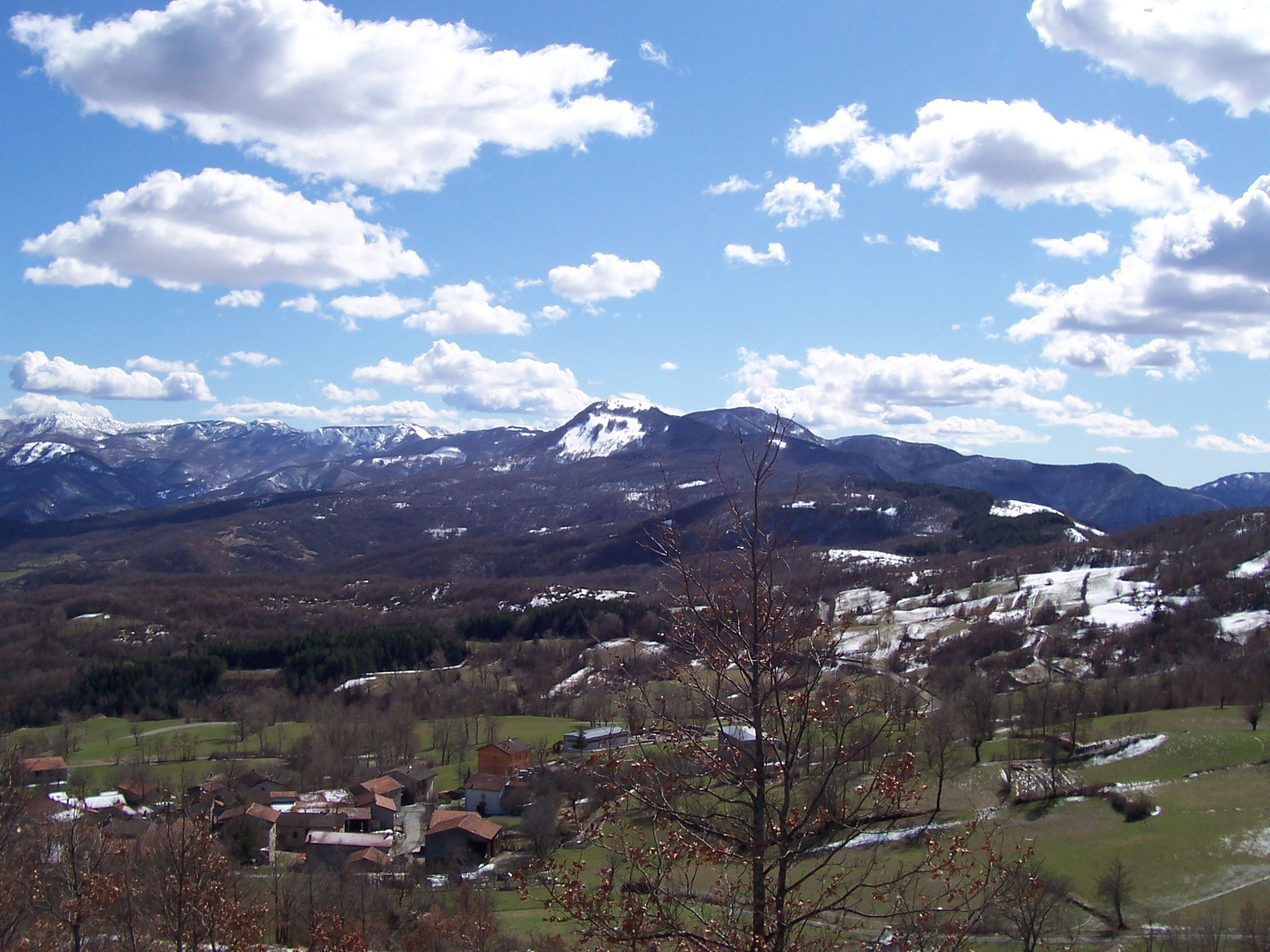
Grondone Sopra e il monte Carevolo sullo sfondo

Grondone è situato in alta val Nure, nell'Appennino ligure, nella valle del torrente Grondana, tributario del torrente Nure. Grondone Sopra si trova a un'altezza di 1033 m s.l.m., mentre Grondone Sotto si trova a un'altezza di 961 m s.l.m.

## Storia
Il toponimo "Grondone" deriva dal torrente Grondana che scorre nelle vicinanze della frazione.
Il ritrovamento, nella zona tra Grondone e il passo del Mercatello, di resti di fornaci per la produzione di laterizio, testimonia la presenza di insediamenti romani nella zona. Il toponimo Grondone viene citato per la prima volta in un diploma del re longobardo Rachis del 747.
L'oratorio di san Rocco a Grondone Sotto viene citato nella visita del cardinale Paolo Burali d'Arezzo del 1576 che ordinò di realizzare una chiusura per poter tornare a celebrare messa nell'edificio come era stato fatto precedentemente: questo testimonia che l'edificio era preesistente alla visita, forse risalente alla peste del 1524.
Nel giugno 1799 la zona di Grondone viene occupata da 500 soldati comandati dal generale Miollis in fuga dalla zona di Bobbio.
Con la creazione dei comuni in seguito alle riforme napoleoniche Grondone, così come Solaro e Ciregna entra a far parte del comune di San Giovanni che, in seguito, aggregato con il comune di Borgo San Bernardino, sarebbe diventato il comune di Bettola.
Nel 1853 insieme alle frazioni di Ciregna, Solaro, Brugneto, Curletti e Castelcanafurone viene distaccato dal comune di San Giovanni e aggregato al comune di Ferriere.
È la località di origine di Antonio Lanfranchi, arcivescovo di Modena-Nonatola tra il 2010 e il 2015.

## Monumenti e luoghi d'interesse

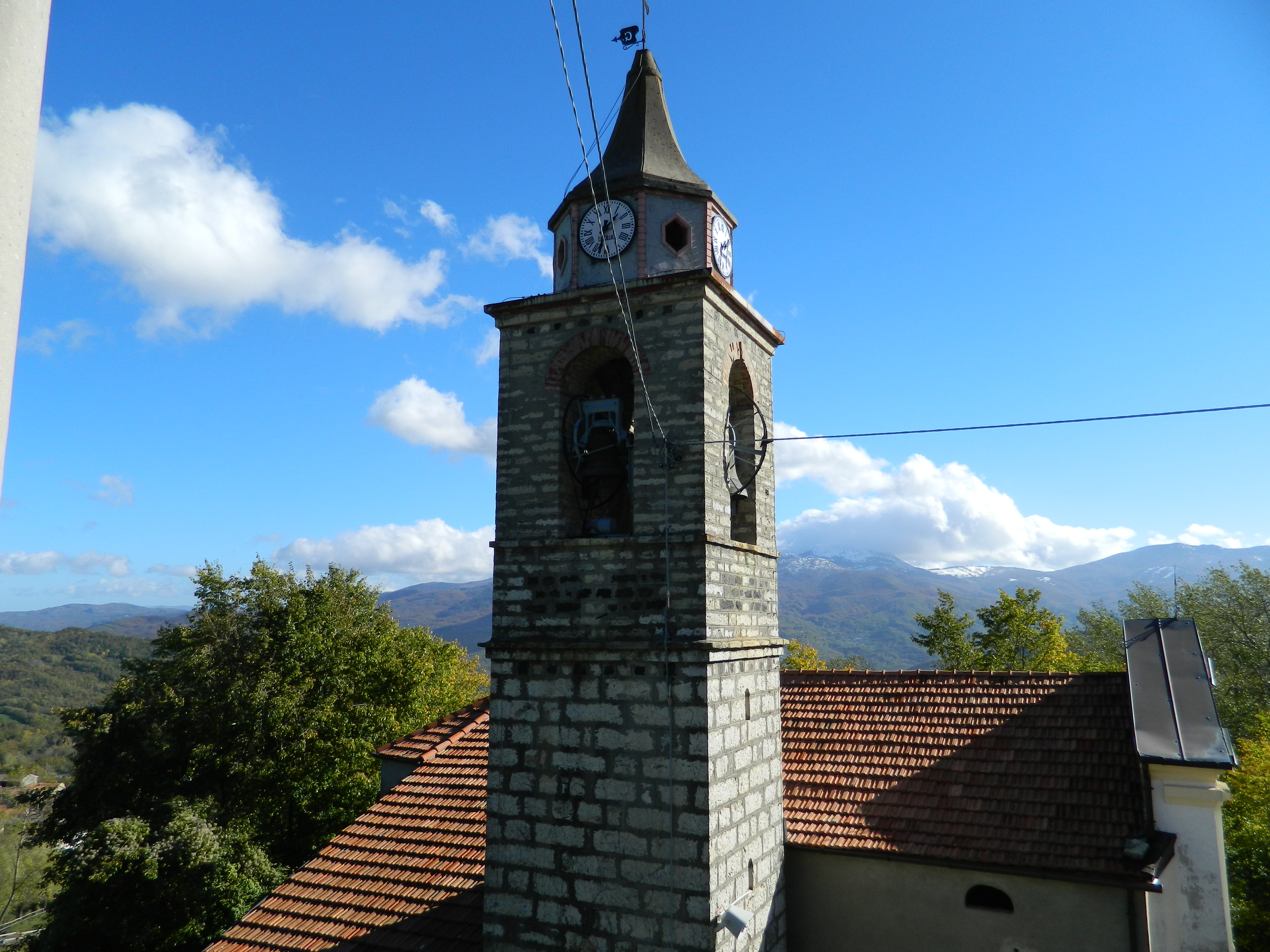
Il campanile della chiesa di San Giorgio

### Edifici religiosi
- Chiesa parrocchiale di san Giorgio: situata a Grondone Sopra ed edificata tra la fine del XIX secolo e l'inizio del XX secolo, sorge su di un promontorio, isolata dal resto del paese. Presenta una facciata a capanna tripartita con due ordini di lesene agli angoli. Sulla sinistra della chiesa sorge il campanile a pianta quadrata in mattoni a vista[10]. Sul piazzale è stata eretta una cappellina dedicata alla Madonna.
- Oratorio di San Rocco: situato a Grondone Sotto e risalente al XVI secolo, presenta una facciata a vento mono cuspidata e un solo portale ai cui lati sono presenti due finestre dalla forma rettangolare[5].

## Società

### Evoluzione demografica
Nel 2001 risiedevano a Grondone in totale 76 persone: 33 a Grondone Sopra e 43 a Grondone Sotto.
In estate la popolazione aumenta con l'arrivo di villeggianti, in buona parte discendenti di abitanti del posto.

## Cultura

### Eventi
Ogni anno il 23 aprile viene festeggiato il santo patrono, San Giorgio con una processione dove viene portata la sua statua per le vie del paese.
Nel mese di agosto si svolge una fiaccolata: il percorso, che si snoda tra i vecchi sentieri, parte dall'oratorio di Grondone Sotto e arriva sul sagrato della chiesa di Grondone Sopra.

## Infrastrutture e trasporti
Grondone è collegato al capoluogo comunale dalla strada provinciale 50 del Mercatello che permette anche, tramite l'omonimo passo, il collegamento con la val Trebbia a Marsaglia di Corte Brugnatella.